# Relieftryck
Relieftryck är en tryckteknik där man trycker i traditionell offset. I anslutning till tryckpressen, innan tryckfärgen torkat appliceras ett thermografiskt pulver över trycksaken. Pulvret fastnar på färgen varefter papperet värms upp. Detta gör att texten eller bilden sticker upp ur papperet och man kan tydligt känna den med fingrarna som en blindskrift. Texten får dessutom en blank yta som om den var lackad.
Detta är en teknik som lämpar sig mycket väl för exempelvis visitkort.